# دواين وايتمور
دواين وايتمور جونيور (بالإنجليزية: Dewain Whitmore, Jr)‏ هو مغن وكاتب أغاني ومنتج تسجيلات حائز على جوائز غرامي من لوس أنجلوس كاليفورنيا. وقع أول عقد له مع ديزني ميوزيك للنشر في عام 2015، وقد عمل مع العديد من الفنانين المعروفين بما في ذلك كريس براون، نيك جوناس، دي أن سي إي، مارتن غاركس، خالد، أوشر، كيلي كلاركسون، ذا وانتيد، ماري جي بليج، جيمس بلانت، بوا وإكسو وأخرون. تجاوزت مبيعات أعماله أكثر من 12 مليون نسخة.